# Moravitsa
Moravitsa (bulgariska: Моравица) är ett distrikt i Bulgarien.   Det ligger i kommunen Obsjtina Mezdra och regionen Vratsa, i den västra delen av landet, 60 km nordost om huvudstaden Sofia.
Omgivningarna runt Moravitsa är en mosaik av jordbruksmark och naturlig växtlighet. Runt Moravitsa är det ganska tätbefolkat, med 80 invånare per kvadratkilometer.